# Ole Jacob Broch

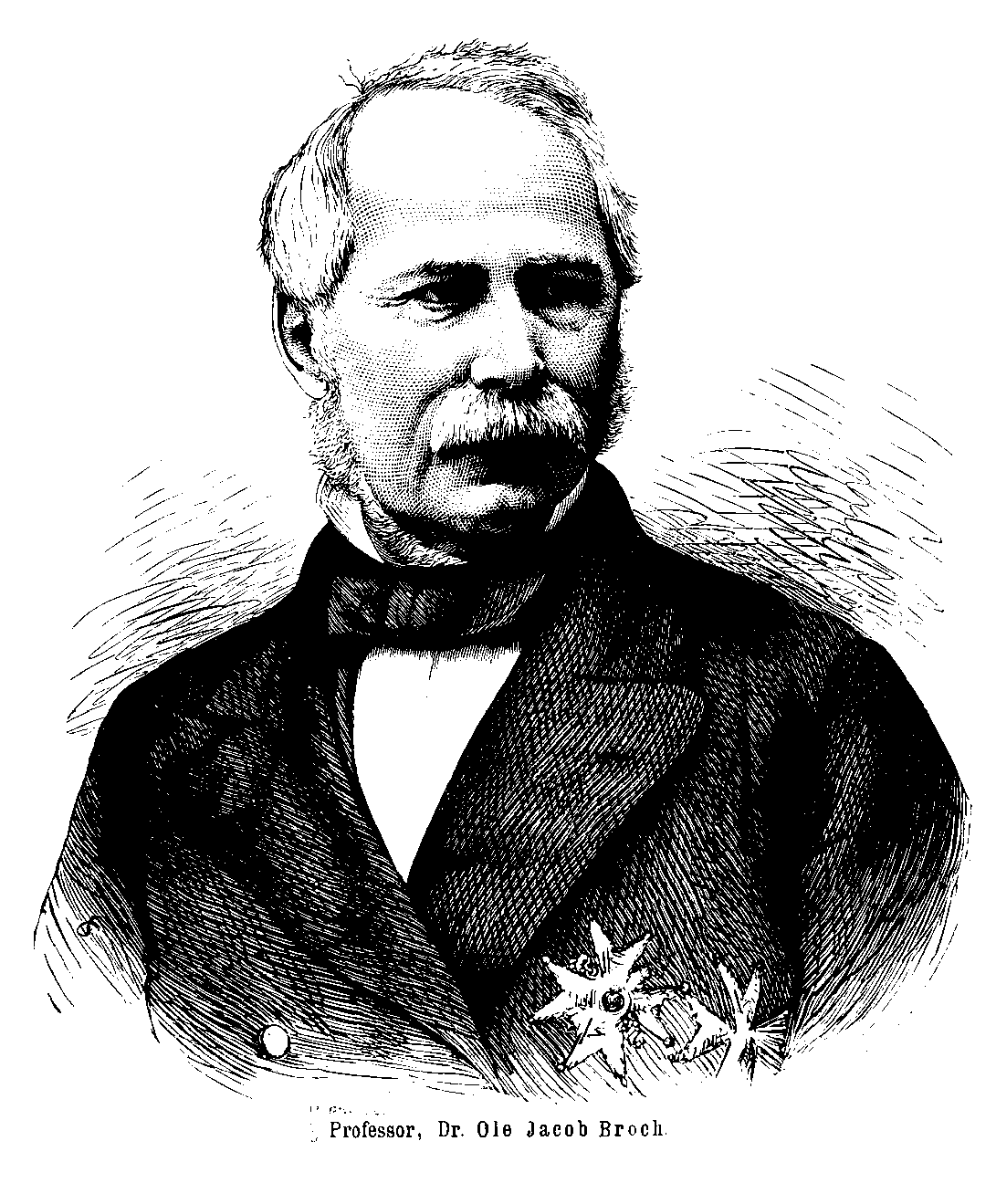
Ole Jacob Broch.

Ole Jakob Broch (Fredrikstad, 14 januari 1818 - 5 februari 1889) was een Noors wiskundige, natuurkundige, econoom en politicus. 
Broch was de zoon van de oorlogscommissaris Johan Jørgen Broch (1791-1860) en Jensine Laurentze Bentzen (1790-1877). 
Hij toonde reeds op jonge leeftijd een grote aanleg voor wiskunde. Na het afronden van zijn studies in Christiania (het huidige Oslo), reisde hij in het buitenland. Mede als gevolg van studies in Parijs, Berlijn en Königsberg ontwikkelde hij ook een interesse ook voor de optica en de statistiek. 